# Kira Noir
Kira Noir, född 16 juli 1994 i San Marino i Kalifornien, är en amerikansk porrskådespelare. Hon har varit verksam i branschen sedan 2014. Hon vann 2023 AVN Award som bästa skådespelerska i en ledande roll, efter att både 2021 och 2022 ha belönats som bästa birollsskådespelerska.

## Biografi
Noir föddes i San Marino, i Los Angeles County, med ett blandat kinesisk-jamaicanskt ursprung. Hennes far arbetade för USA:s flotta, vilket under hennes uppväxt innebar flitigt flyttande mellan olika bostadsorter. Efter föräldrarnas skilsmässa flyttade Kira med sin mor och syster till Nashville i Tennessee, där hon och systern senare växte upp tillsammans med moderns nya pojkvän.

### Karriär
2014 bestämde sig den tjugoåriga Noir att försöka sig på en karriär som porrskådespelare, bland annat efter att två år tidigare ha inspirerats av den då välkända afroamerikanska porrskådespelaren Skin Diamond. Parallellt började Noir leverera egenproducerade nakenfoton till portalen Godsgirls; hon har även arbetat som webbkameramodell och som "eskort".
Noir arbetade dock redan som strippa på Larry Flynt's Hustler Club i East St. Louis, från hösten 2012 till 2014 och med artistnamnet "Mary Jane". Flytten från Tennessee till Missouri hade samband med ett förhållande och äktenskap med en man som hon känt sedan hon var 15 och han 25 år. De gifte sig när hon fyllt 18, men äktenskapet varade endast två år. På Hustler Club blev hon bekant med Bonnie Rotten, som uppträdde på klubben under hösten 2014 och som blev ytterligare en inspirationskälla för då 20-åriga Kira Noir.
Efter ett år i porrbranschen tog hon kontakt med den välkända agenten Mark Spiegler, för att som en "Spiegler girl" ännu bättre kunna etablera sig i branschen. År 2015 flyttade hon till Los Angeles.
Noir har därefter utvecklats till en mångsidig skådespelerska, verksam i en mängd olika genrer och roller. Bland bolagen där hon återkommit flitigt märks Adult Time, Badoink, Brazzers, Cherrypimps, Dogfart, Girlsway, Mile High, Pulse, Reality Kings och Twistys.
Noir har även synts i ett antal mer nischade produktioner, kopplade till fetischer, våldspornografi, så kallad etisk pornografi och olika kinks. Detta innefattar samarbete med bolag och producenter som Assylum, Evil Angel, Kink.com och Erika Lust. Hon har dessutom producerat och distribuerat egna produktioner för plattformarna Clips4sale, Manyvids och Onlyfans. Fram till januari 2023 har hon listats för över 550 produktioner i branschkatalogen IAFD. Hösten 2020 utsågs hon till "Pornhub-ambassadör".

### Aktivism och åsikter
Vid sidan av sitt skådespeleri/sexarbete har Noir varit verksam som aktivist för trygga villkor inom den pornografiska branschen. Hon menar att det först i och med covid-19-pandemin och framväxten för Onlyfans, som alternativ försörjningsmetod, blev vanligt med samtal omkring samtycke under inspelningar av filmscener vid mainstreamproduktioner. Det blev en sorts metoo-effekt inom branschen, där folk som återkommande överskred andras gränser avslöjades och därefter behövde förhålla sig till förändrade arbetsvillkor. Enligt Noir var det dock även tidigare standard inom inspelning av BDSM-scener (se våldspornografi) att ingående diskutera samtycke och tydliga gränser under en scen, på grund av den större risken för skador vid dessa mer avancerade sexuella akter.
Hon har även tidigare deltagit i debatter omkring den rasism hon upplevt inom (den nordamerikanska) pornografiska branschen.

## Utmärkelser
Under sin karriär har Kira Noir fått ett antal nomineringar till olika branschpriser. Nedan listas ett urval:
AVN Awards
- 2019 – Best Group Sex Scene (för After Dark)
- 2021 – Best Supporting Actress (för Primary)
- 2021 – Mainstream Venture of the Year
- 2022 – Best Supporting Actress (för Casey: A True Story)
- 2023 – Female Performer of the Year

XBiz Awards
- 2020 – Best Sex Scene – Comedy (för 3 Cheers for Satan)
- 2021 – Best Sex Scene – All-Girl (för Primary)